# Stabenfeldt
Stabenfeldt, s.r.o. je zaniklé pražské nakladatelství, které vydávalo především knihy pro děti a mládež, odbornou literaturu a PC hry. Jednalo se o pobočku mezinárodního nakladatelství Stabenfeldt International, která vydávala české překlady. Vzniklo v roce 2005 a zaniklo v roce 2016. Stabenfeldt International funguje jako knižní vydavatel v Norsku už od roku 1920. Mělo pobočky také v Německu, Švédsku a ve Spojených státech. V České republice ho proslavilo především vedení knižního klubu Pony Club.

## Vydané knihy a časopisy
Během svého působení vydalo celkem více než 200 knih. Mezi nejvýznamnější vydané knihy patří knižní řada Srdíčko od Lauren Brooke, podle které byl natočen seriál Ranč Heartland, který s českým dabingem vysílala TV Prima. Dále vydávalo české překlady knih například od Gabi Adam (knižní řada Riki a Diablo), Angely Dorsey (knižní řady Volání ve větru, Nespoutaná a Anděl koní) nebo Joanny Campbell (knižní řada Plnokrevník). Vydalo také několik komiksů, mezi které patří například devítidílný Carousel nebo komiksy z prostředí jejich počítačových her Star Shine Legacy. Mezi lety 2007 a 2011 vydávalo měsíčník Pony Club Magazín a 2012-2014 měsíčník Penny Girl.

## Vydané PC hry
Kromě knih vydalo také několik PC her:
- Star Shine Legacy: Tajemství duchů na koních
- Star Shine Legacy: Záhada panství Borový vrch
- Star Shine Legacy: Legenda o Pandorii
- Star Shine Legacy: Hádanka jménem Dark Core
- Star Stable: Podzimní jezdci
- Star Stable: Zimní jezdci
- Star Stable: Jarní jezdci
- Star Stable: Letní jezdci

Hry byly natolik úspěšné, že na jejich základě byla vytvořena online hra Star Stable Online. Rozsáhlá hráčská komunita vytvořila na Wikia širokou síť informací o hrách Jorvikipedia, která čítá skoro 1000 článků a je pojmenovaná podle ostrova Jorvik, na kterém se všechny hry odehrávají.